# یوسف ربیعوف
یوسف ربیع‌اف (انگلیسی: Yusuf Rabiev؛ زادهٔ ۲۵ مهٔ ۱۹۷۹) بازیکن فوتبال اهل تاجیکستان است.
از باشگاه‌هایی که در آن بازی کرده‌است می‌توان به باشگاه فوتبال خجند، باشگاه فوتبال ریگر-تداز تورسون‌زاده، و باشگاه فوتبال استقلال دوشنبه اشاره کرد.
وی همچنین در تیم ملی فوتبال تاجیکستان بازی کرده‌است.